# Kaczy Potok
Kaczy Potok (słow. Kačí potok, Kačací potok, Zelený potok, niem. Grünseebach, węg. Zöld-tavi-patak) – nazwa stosowana w polskich publikacjach dla źródłowego odcinka Białki. Zgodnie ze słowacką nomenklaturą nazewniczą zarówno Kaczy Potok, jak i jego dalsze części zwane w polskiej literaturze Białą Wodą oraz Białką są jednym ciekiem wodnym, dla którego na całej długości stosuje się nazwę Biela voda. Potok płynie Doliną Kaczą w słowackich Tatrach, wypływa z Zielonego Stawu Kaczego. Potok ten spada z progu Doliny Kaczej i tworzy na nim wodospad zwany Kaczą Siklawą. Nieco poniżej tego wodospadu łączy się z Litworowym Potokiem (na wysokości ok. 1420 m) i dalej płynie jako Biała Woda.